# Łużyca
Łużyca – rzeka dorzecza Warty, prawy dopływ Prosny o długości 36,69 km. 
Wypływa w okolicach wsi Grójec Mały i biegnie w kierunku zachodnim, mijając miejscowości: Złote, Tomczyki (gmina Brąszewice), Kurpie, Kuźnica Błońska, Czajków, Kuźnica Grabowska, Kraszewice, Mączniki, gdzie przepływa pod drogą wojewódzką nr 449 a następnie wpada do Prosny.